# NGC 148

NGC 148

NGC 148  هي مجرة محدبة تقع في كوكبة معمل النحات (كوكبة). تبعد حوالي 40,000 سنة ضوئية.

## وصلات خارجية
- NGC 148 على موقع ويكي سكاي: DSS2, SDSS, GALEX, IRAS, Hydrogen α, X-Ray, Astrophoto, Sky Map, Articles and images